# Emperatriz (telenovela de 1990)
Emperatriz es una telenovela venezolana, producida y realizada por la extinta productora Marte Televisión en 1990 y transmitida, ese mismo año, por la cadena Venevisión. La historia fue escrita por el dramaturgo venezolano José Ignacio Cabrujas.
Esta Protagonizada Antagonicamente por Marina Baura acompañada por Raúl Amundaray, Nohely Arteaga y Astrid Carolina Herrera; cuenta con las participaciones antagónicas de Eduardo Serrano y Martín Lantigua y las actuaciones estelares de Astrid Gruber, Nury Flores, Aroldo Betancourt y Pedro Lander.

## Sinopsis
Emperatriz Jurado (Marina Baura) es una muchacha ingenua y de origen humilde (pero de carácter fuerte) y que se enamora de Anselmo Lander (Alberto Sunshine) el cual enrealidad no la ama y solo la usa como amante al punto de dejarla embarazada, el se casa con una mujer rica llamada Alma Rosa Corona (Julie Restifo) y Emperatriz por petición de Anselmo le entrega a su niña que tarde o temprano la termina olvidando, el manda una Emperatriz embarazada al extranjero para esconderla. 
Tiempo después Emperatriz es echada a empujones del despojo donde vivía, más tarde logra comunicarse con Anselmo y se da cuenta de que el solo jugó con su amor, ella triste se desmaya en las calles de la ciudad y se despierta en un hospital donde se entera de dos cosas: tenía un hijo y lo ha perdido ... Ella llena de odió y dolor jura vengarse del hombre que la traicionó y logra ponerse en contacto con Leónidas León (Eduardo Serrano), otro venezolano fracasado que también odia a Anselmo, ellos deciden regresar a Venezuela para vengarse y rehacer sus vidas pero tendrán dos problemas: el tremendo carácter de Emperatriz y la atracción que hay entre los dos.
Mientras sucede todo esto en Venezuela Anselmo esta celebrando el cumpleaños de su esposa en donde su hija mediana Endrina averigua qué su hermana mayor enrealidad no es hija de su madre, mientras Endrina discute con su madre en un Yate Esther (la hija mayor) las escucha y el shock fue tal que la llevó a un intento de suicidio, Endrina la salva lo que forma un lazo irrompible entre las dos.
Emperatriz al llegar a Venezuela trama un plan para destruir a Anselmo y a su esposa junto con Leonidas: ella involucra a Anselmo en un escándalo de drogas lo que hace que este vaya a la cárcel y que su hija termine muriendo de un infarto debido a que tenía problemas de salud, debido a esto Justo (Martín Lantigua, un familiar de Alma Rosa, jura vengarse de ella por lo sucedido, Anselmo se termina suicidando en la cárcel y Emperatriz junto con Leonidas logra ascender socialmente, su corazón vuelve a latir al conocer a Alejandro Magno (Raúl Amundaray) pero se desilusiona al saber que se trata de un Corona y está con otra mujer.
Debido a todo lo sucedido con sus padres las niñas son separadas por Justo y su inestabilidad; Endrina va a con la hermana de Anselmo cuyo esposo la golpea y la viola, Esther (la cual sentía algo por Alejandro) es mandada a un internado en Europa donde más tarde se logra escapar y se dedica a la prostitución y Elena es mandada a Estados Unidos donde le ponen su nombre en inglés Helen y ella termina olvidando todo.
Años después, Endrina Lander, (Astrid Carolina Herrara), la hija mediana de Anselmo y Alma Rosa, regresa a Caracas (la cual ahora tiene un hijo que no quiere ver). Con el nombre falso de Eugenia Sandoval, Endrina buscará vengarse de Emperatriz y recuperar a sus dos hermanas, las cuales están perdidas. La mayor de las niñas, Esther (Nohely Arteaga), vuelve a Venezuela y se enamora de Leónidas, que ahora está casado con Emperatriz (sin poder superar totalmente a Alejandro). Por su parte, la hija menor, Elena (Astrid Gruber), ha crecido junto a sus padres adoptivos, lejos de todos, y no se acuerda de nada.

## Elenco
- Marina Baura es Emperatriz Jurado.
- Raúl Amundaray es Alejandro Magno Corona.
- Martín Lantigua es Don Justo Corona.
- Eduardo Serrano es Leonidas León.
- Astrid Carolina Herrera es Endrina Lander Corona / "Eugenia Sandoval".
- Nohely Arteaga es Esther Lander Corona.
- Astrid Gruber es Elena Lander Corona / "Helen".
- Zurima Barba es joven Endrina Lander Corona.
- Dulce María Pilonieta es joven Esther Lander Corona.
- Roxana Chacón es joven Elena Lander Corona.
- Aroldo Betancourt es Dr. Ricardo Montero.
- Pedro Lander es Mauricio Gómez.
- Elba Escobar es Estela "La Gata" Barroso.
- Gladys Cáceres es Bertha Guaicaipuro.
- Nury Flores es Perfecta Jurado.
- Betty Ruth es Victoria "Mamama".
- Martha Pabón es Gladys.
- Juan Carlos Gardié es Jaime Peraza.
- Arturo Peniche es David León.
- Verónica Ortiz es Rocío.
- Julio Pereira es Gonzalo Ustáriz.
- Julie Restifo es Alma Rosa Corona.
- Manuel Salazar es Comisario.
- Lino Ferrer es Cándido.
- Fernando Flores  es Manuel.
- Alma Ingianni  es Margot.
- Eric Noriega  es Urbano Guevara.
- Luis Rivas  es Napoleón.
- Yajaira Paredes es Juana Velásques.
- Verónica Doza es Lola.
- William Moreno es Benito Palermo.
- Alberto de Mozos es Mauro.
- Carolina Groppusso es Graciela.
- Lula Bertucci es Coco.
- Alberto Sunshine es Anselmo Lander.
- Abel  es Joel.
- Sarina Nastasi es Secretaria de Notaría.
- Xiomara Blanco
- Vicky Franco
- Elizabeth López
- Graciela Alterio
- Idanis de la Cantera

## Otras versiones
- En 2011, TV Azteca, lanzó en México una nueva versión de Emperatriz, protagonizada por Gabriela Spanic y Bernie Paz.[3]